# Baumanskaïa (métro de Moscou)
Baumanskaïa (en russe : Ба́уманская et en anglais : Baumanskaya), est une station de la ligne Arbatsko-Pokrovskaïa (ligne 3 bleue) du métro de Moscou. Elle est située rue Baumanskaïa sur le territoire du raïon Basmanny dans le district administratif central de Moscou.

## Situation sur le réseau
Établie en souterrain, à 33 mètres sous le niveau du sol, la station Baumanskaïa est située au point 053+53,3 de la ligne Arbatsko-Pokrovskaïa (ligne 3 bleue), entre les stations Elektrozavodskaïa (en direction de Chtchiolkovskaïa), et Kourskaïa (en direction de Piatnitskoïe chosse).

## Histoire
La station Baumanskaïa est mise en service le 18 janvier 1944, lors de l'ouverture à l'exploitation de la section de Kourskaïa à Partizanskaïa.